# مسکو، میشیگان
مسکو (به انگلیسی: Moscow Township) یک منطقهٔ مسکونی در ایالات متحده آمریکا است که در شهرستان هیلزدیل، میشیگان واقع شده‌است.
 مسکو  ۱٬۴۷۰ نفر جمعیت دارد و ۳۴۸ متر بالاتر از سطح دریا واقع شده‌است.